# Eberau
Eberau (ungerska: Monyorókerék) är en ort och kommun i Österrike. Den ligger i distriktet Güssing i förbundslandet Burgenland, i den östra delen av landet, 120 km söder om huvudstaden Wien. Den gränsar i öster till Ungern.
Kommunen består av fem orter  (Ortschaften) (inom parentes invånarantal 1 januari 2024):
- Eberau (391)
- Gaas (262)
- Kroatisch Ehrensdorf (67)
- Kulm im Burgenland (118)
- Winten (78)